# Inside Information
Inside Information — шестой студийный альбом хард-рок-группы Foreigner, выпущенный в 1987 году на лейбле Atlantic Records. Диск включает в себя рок и поп-композиции.

## Об альбоме
Inside Information продавался хуже по сравнению с предыдущими альбомами группы, но всё-таки он смог выдать неплохие песни: «Heart Turns to Stone» — энергичная рок-композиция, «Say You Will» и «I Don’t Want to Live Without You» — треки, похожие по звучанию на две успешные рок-баллады группы «Waiting for a Girl Like You» и «I Want to Know What Love Is».
Альбом дебютировал на 15 месте в чарте  Billboard 200 и был сертифицирован RIAA как платиновый в США за продажи, превысившие миллион копий.
«Say You Will» был выпущен как первый сингл с альбома. Allmusic отметил, что в этой песне «тяжелый гитарный стиль их ранних работ уступил место гладким аранжировкам, которые выдвинули электронику на передний план ... и добавили к року изрядную дозу поп-музыки». Сингл достиг 6-го места в Billboard Hot 100 и стал их четвертым хитом № 1 в чарте Billboard Hot Mainstream Rock Tracks, продержавшись на первом месте в течение четырех недель.
Для Foreigner Inside Information стал последним альбомом, в записи которого принял участие основной состав 80-х: Грэмм, Джонс, Уиллс и Эллиотт; после его выпуска группа приостановила свою деятельность, Мик Джонс и Лу Грэмм занялись сольными проектами.

## Список композиций
1. «Heart Turns to Stone» (Грэмм) — 4:29
2. «Can’t Wait» (Джонс, Грэмм) — 4:27
3. «Say You Will» (Джонс, Грэмм) — 4:12
4. «I Don’t Want to Live Without You» (М.Джонс) — 4:52
5. «Counting Every Minute» (Джонс, Грэмм) — 4:11
6. «Inside Information» (M.Джонс) — 4:09
7. «The Beat of My Heart» (Джонс, Грэмм) — 5:10
8. «Face to Face» (Джонс, Грэмм) — 3:53
9. «Out of the Blue» (Джонс, Грэмм, Эллиотт, Уиллс) — 4:42
10. «A Night to Remember» (Джонс, Грэмм) — 4:07

## Участники записи
Foreigner:
- Лу Грэмм — вокал
- Мик Джонс — гитара, клавишные, бэк-вокал
- Рик Уиллс — бас-гитара, бэк-вокал
- Деннис Эллиотт — ударные

Прочие участники:
- Том Бейли[англ.] — клавишные
- Кевин Джонс — синтезатор
- Иэн Ллойд[англ.] — бэк-вокал
- Хью МакКракен[англ.] — испанская гитара
- Сэмми Мерендино — электро-перкуссии
- Марк Ривера[англ.] — бэк-вокал, саксофон в песне «Heart Turns to Stone»
- Питер-Джон Веттезе[англ.] — клавишные